# Françoise Simpère
 (novembre 2020).
Si vous disposez d'ouvrages ou d'articles de référence ou si vous connaissez des sites web de qualité traitant du thème abordé ici, merci de compléter l'article en donnant les références utiles à sa vérifiabilité et en les liant à la section « Notes et références ».
 (novembre 2020).
Il peut être nécessaire de l'améliorer pour respecter le principe de neutralité de point de vue. Veuillez consulter la page de discussion pour plus de détails.

« Simpère » redirige ici. Pour les articles homophones, voir Saint Pair, Saint-Pair, Saint-Père et Saints-Pères.
Françoise Simpère, née le 21 janvier 1951 est une journaliste française traitant en majorité des sujets scientifiques, sociaux et environnementaux. 

## Biographie
En 2006, elle a été le sujet d’un documentaire intitulé La Grande amoureuse, réalisé par Martine Asselin. Plusieurs fois interviewée à la télévision, elle a expliqué ce qu’elle appelle le « lutinage » et sa vision d’un couple libre mais engagé pour élever à deux ses enfants.
Elle a participé à l'écriture d'un documentaire Les vaccins de l'espoir réalisé par Chantal Lasbats (diffusion FR3, 2002) et à l'adaptation pour FR3 de son livre L’Algue fatale sous forme d'une mini-série intitulée Eaux troubles (2004).
Elle a aussi publié une vingtaine de livres sur des sujets très divers (urbanisme, guérisseurs, écologie, homéopathie, aquaphobie) dont sept romans, et deux essais qui exposent sa vision des amours plurielles : Aimer plusieurs hommes et Guide des amours plurielles.
Son blog intitulé Jouer au monde  développe les différents sujets qui la passionnent et traitent à la fois des problèmes de société, de politique, d'érotisme, d'écologie, de santé.
De 2010 à fin 2014 elle a créé et animé une maison d'édition, « Autres Mondes ».

## Œuvres
- Le bonheur est un art subtil (avec Daniel Jouvance), éd. Panama  (ISBN 9782755703528)
- Autres désirs, autres hommes, Pocket, 2007  (ISBN 9782266164344)
- Aimer plusieurs hommes, Éditions de la Martinière, 2002  (ISBN 2266138227) Pocket 2004, Autres Mondes, 2010  (ISBN 9782953582208)Tabou 2018
- Guide des amours plurielles, Pocket, 2009  (ISBN 9782266186216) publié en février 2011 aux États-Unis sous le titre The art and etiquette of polyamory  (ISBN 978-1-61608-193-5)
- Le Jeune Homme au téléphone, Robert Laffont, 1996  (ISBN 2266141015)
- Les Latitudes amoureuses, Éditions Blanche, 2003  (ISBN 9782266137560)
- Ce qui trouble Lola, Éditions Blanche, 2004  (ISBN 2266156306)
- Des désirs et des hommes, Éditions Blanche, Paris, 2000.  (ISBN 9782266115339)
- L'Algue fatale, 1999, La Table ronde  (ISBN 2710309114)
- Jouer au monde, 2012, J'ai Lu semi-poche  (ISBN 978-2-290-03650-1)
- Fascination du chercheur, 2017, Kawa éditions.  (ISBN 978-2-36778-124-2)
- A participé au livre "Mai 68 par celles et ceux qui l'ont vécu" (éditions de l'Atelier/mediapart)
- "Le nouveau guide des amours plurielles"  (ISBN 9791026256007) KDP2019 et Librinova 2020, également disponible en audiolivre (VOolume)
- "Une femme libre"  (ISBN 9782363260888) TABOU, 2020.